# Болтливый мертвец
Болтливый мертвец — предпоследний том фэнтези-сериала «Лабиринты Ехо» авторства Макса Фрая.

## Краткое содержание
После череды уже ставших привычными чудес и приключений столкнуться с угрозой конца Мира и найти врагов вместо лучших друзей, выяснить, что лучшие твои воспоминания всего лишь блеф, тут уж любой в сердцах выдаст: «Гори оно все синим пламенем!».

### Тайна клуба Дубовых Листьев
В Ехо происходят странные вещи: ночной патруль полиции заметил жилой дом, летевший по воздуху, а на земле при этом на его месте как будто бы был другой дом — явное наваждение. В этом доме никто не живёт, однако раз в дюжину дней там собираются члены клуба Дубовых Листьев — бывшие младшие и старшие магистры распущенных магических орденов, оставшиеся на легальном положении. В ходе расследования становится ясно, что шалят не члены клуба, а их слуги — молодые люди, откуда-то узнавшие древнее заклинание, позволяющее брать силу могущественных магов.
В результате серии случайностей сэр Кофа Йох арестовывает восьмерых молодых людей. Поразмыслив над предоставленным им выбором, четверо из нарушителей закона выбирают несколько лет заключения в Холоми, а четверо — несколько лет изгнания.

### Болтливый мертвец
В книжных лавках Ехо внезапно появляются мемуары Йонги Мелихаиса, где рассказывается о многочисленных мелких и не очень преступлениях, которые не удалось раскрыть даже тайному сыску, а также о том, что сэр Джуффин якобы руководит неким тайным обществом, возглавляемым королём Гуригом VIII. Вне зависимости от того, правда это или нет, горожане поверят всему написанному. К тому же всё это — правда, в той или иной степени. Изъять тираж не удаётся — ещё до открытия книжных лавок многим жителям подбрасывают под дверь экземпляры книги. Скандала не избежать.
Вечером жители Ехо, прочитавшие о многочисленных нарушениях кодекса Хрембера, совершённых Йонги, срываются с тормозов: на каждом шагу люди применяют магию высоких ступеней — одному удалось провести не такого уж и всемогущего сэра Джуффина, значит, и другим удастся. Единственное что остается это выпросить у короля разрешение на введение смертной казни за нарушение кодекса. И тогда Макс расспрашивает Джуффина о жизни после смерти и им на ум приходит интересное решение: привести с того света призрак Йонги, чтобы тот сам прилюдно сказал, что его мемуары — чистой воды вымысел.
Способ такой находится, и Макс под воздействием древних чар, наложенных Джуффином, отправляется в очень рискованное путешествие по тропам мёртвых и приводит дух Йонги. А пока Макс бродил по тропам мёртвых, сэр Шурф Лонли-Локли, выходит в город и своей правой, парализующей, рукой «шарахает» всех кто начинает нарушать кодекс. По возвращении Макса, Джуффин заставляет Йонги, на площади зрелищ и увеселений, признать, что в его книге нет ни слова правды. Благодаря этому репутация сэра Джуффина, короля и многих других значительных людей более-менее восстановлена.

### Наследство для Лонли-Локли
Сэр Шурф Лонли-Локли просит Макса поехать вместе с ним в графство Хотта. К нему ночью пришёл призрак одного из дальних родственников его жены — уроженки графства, и сообщил, что завещает ему всё своё имущество. И ещё он сказал, что вообще-то хотел завещать всё своему младшему сыну, но перед его смертью тот куда-то пропал. Таким образом Шурфу предстояло попытаться найти пропавшего наследника, поскольку самому ему эта ферма совершенно не нужна.
По дороге в графство Хотта Лонли-Локли подробно рассказывает Максу о жителях Мира — людях, эльфах (кеифайях) и крейях, которые теперь настолько перемешались, что всех называют людьми, даже если человеческой крови у них совсем немного.
Приехав на место, столичные гости сталкиваются с явно враждебным настроем родственников умершего — довольно многочисленного семейства. Почти все его члены пытаются так или иначе навредить Шурфу, а заодно и Максу. Их неоднократно пытаются убить, но весьма неумело, так что ничего страшного не случается.
В конце концов выясняется, что пропавший юноша вместе с сестрой пытался научиться проходить сквозь стены и застрял в одной из стен. Максу удаётся повторить его путь и спасти его. После этого они с Шурфом спокойно возвращаются в Ехо.

### Книга огненных страниц
Прошло ровно 6 лет с того дня, как Макс появился в Ехо. По этому поводу организуется небольшая вечеринка, а Макс получает два дня свободы от забот. В попытках избавиться от бессонницы, он решает найти малоинтересную книгу в книгохранилище (его дом раньше был университетской библиотекой). Там ему в глаза бросается книга в алой обложке, озаглавленная как «Книга огненных страниц». Он открывает книгу и начинает читать.
Утром Макс просыпается и не может толком вспомнить, что было накануне. На совещании Джуффин рассказывает, что через несколько дней зацветёт Пустое Сердце — магический цветок, под действием чар которого к нему начнут стремиться все жители Ехо и даже окрестностей, сражаясь за право первым приблизиться к цветку и отдать ему свою кровь, после чего цветок успокоится и всё кончится. Тайные сыщики принимают решение погрузить всех жителей Ехо в сон. Сэр Шурф по приказу Джуффина ещё утром покинул Ехо, леди Меламори подаёт в отставку, поскольку не хочет участвовать в этом безумии.
Джуффин объясняет, что на самом деле Пустое Сердце по преданию дарует своему избраннику какую-то совершенно другую жизнь, настоящую жизнь, принципиально другую, с бо́льшими возможностями. И сам Джуффин хочет воспользоваться этой ситуацией. 
Макс пытается как-то противодействовать, но у него ничего не получается. Когда до зацветания Пустого Сердца остаётся несколько часов, он решает отправиться на тёмную сторону, чтобы остановить Джуффина или сделать хоть что-то.
Но Джуффин находит его на тёмной стороне, и выясняется, что именно ему Макс не может причинить никакого вреда, поскольку Джуффин, по его же словам, выдумал Макса, он — его создатель, и ничего Макс с ним поделать не может.
Макс понимает, что ещё немного — и он просто сойдёт с ума. И в конце своего ответа он, забывшись, говорит привычное «да гори всё синим пламенем!». Поскольку на тёмной стороне его слова приобретают неслыханную силу, всё вокруг действительно вспыхивает синим пламенем. Там же погибает и Джуффин, а Макс оказывается на улице в том городе, где он родился. Он начинает окончательно сходить с ума, и в ушах у него звучит песня.
На втором её куплете всё прерывается, и Макс приходит в себя в кабинете сэра Джуффина. Оказывается, «Книга огненных страниц» — магическое наследие эпохи Орденов, один из сильнейших магических предметов. Тот, чьим вниманием она завладела, попадает под действие сильнейшего наваждения: ему кажется, что с ним происходят какие-то события, но на самом деле их нет. Именно это и случилось с Максом. Читающий книгу умирает наяву, прочитав о собственной смерти. Макс же уже дочитал до места, где описывалось, как он сходит с ума, и ему крайне повезло, что именно в этот момент его нашёл сэр Шурф и отобрал у него книгу.
Эта повесть считается одной из самых депрессивных из всего цикла «Лабиринты Ехо». Вопрос вымысла или реальности происходящего получает развитие в повести «Тихий город» в следующем сборнике.

## Отзывы
Литературовед Л. Ф. Хабибуллина в «Тайне Клуба Дубовых Листьев» видит отсылку к «ещё одно чисто английской особенности Соединённого Королевства — принадлежность практически каждого из граждан к определённому клубу со всеми атрибутами, ассоциирующимися с английской идентичностью — ежегодными неформальными собраниями, сопровождающимися обильными возлияниями, наличием необычных традиций».